# Regmatodon cuspidatus
Regmatodon cuspidatus là một loài Rêu trong họ Regmatodontaceae. Loài này được (Mitt.) Paris miêu tả khoa học đầu tiên năm 1898.